# Adam Tooze
Adam Tooze, nascido em 1967, é um historiador do Reino Unido. Ele foi professor em História Econômica Europeia Moderna na Universidade de Cambridge. Atualmente é professor de história na Universidade de Yale.
Em 2002, ele foi premiado com um Prêmio Leverhulme Philip de História Moderna, concedido a acadêmicos que fizeram uma contribuição reconhecida internacionalmente em seu campo.
Atualmente, ele é mais conhecido por seu estudo econômico do Terceiro Reich, Wages of Destruction com o qual, em 2007 foi um dos vencedores do Wolfson History Prize.

## Biografia
Depois de estudar economia na Universidade de Cambridge, ele estudou na Universidade Livre de Berlim e na London School of Economics, onde obteve um doutorado em história econômica.
Ele lecionou por 13 anos na Universidade de Cambridge, e desde o verão de 2009, ele leciona história alemã moderna na Universidade de Yale.

## Obras
Ele é mais conhecido por seus estudos sobre a Economia da Alemanha Nazista que o levou a escrever em 2006 o livro The Wages of Destruction: The Making and Breaking of the Nazi Economy, pelo qual ganhou o Wolfson History Prize em 2007. Neste livro, a expansão nazista é analisada em termos econômicos. No livro ele cita que durante os primeiros anos do regime nazista foram criados uma serie de controles econômicos sem precedentes nas empresas alemãs. Em certas ocasiões estas foram obrigadas a investir grandes importâncias criando empresas que permaneceram sob o controle administrativo do Estado como no caso da Braunkohlenbenzin AG (Brabag), uma das maiores industrias na produção de combustíveis a partir do carvão, e da qual os investidores não receberam nenhum retorno financeiro.

## Críticas literárias
De acordo com Olivier Wieworka do jornal Libération:
"Com base em documentação, o historiador britânico completamente renova o nosso conhecimento da Alemanha de Hitler e nos convida a reconsiderar o que realmente ocorreu na Segunda Guerra Mundial, [...] Ele revela o peso de considerações econômicas na condução da guerra - um ponto muito freqüentemente obscurecido."
Para Jean-Marc Dreyfus do La République des idées;

"Adam Tooze completou um ambicioso projeto não apenas escreveu uma história econômica completa e detalhada da Alemanha nazista - e este projeto foi muito bem vindos - mas também, escreveu a história do Terceiro Reich, incluindo a história diplomática, social e do Holocausto pelo prisma da economia."
Lionel Richard do Le Monde Diplomatique, escreveu que "sua análise de organização econômica nazista oferece a vantagem de uma síntese bem documentada."

## Principais obras
- (2001), Statistics and the German State, 1900-1945: The Making of Modern Economic Knowledge (Cambridge Studies in Modern Economic History), Cambridge: Cambridge University Press, 2001. ISBN 0-521-80318-7
- (2006), The Wages of Destruction|The Wages of Destruction: The Making and Breaking of the Nazi Economy'London: Allen Lane, 2006. ISBN 0-7139-9566-1[8]
- (2014), The Deluge: The Great War and the Remaking of Global Order, London: Allen Lane, 2014. ISBN 9781846140341[9][10]